# 圣卡塔里嫩
圣卡塔里嫩是德国莱茵兰-普法尔茨州的一个市镇。总面积1.70平方公里，总人口355人，其中男性181人，女性174人（2011年12月31日），人口密度209人/平方公里。